# Nemoscolus turricola
Espèce
Nemoscolus turricola est une espèce d'araignées aranéomorphes de la famille des Araneidae.

## Distribution
Cette espèce est endémique du Mali.

## Publication originale
- Berland, 1933 : Une nouvelle espèce de Nemoscolus (araignées) du Soudan français, et son industrie. Bulletin de la Société zoologique de France, vol. 58, p. 247-251.